# Malpica de Bergantiños
Malpica de Bergantiños és un municipi de la província de la Corunya a Galícia. Pertany a la Comarca de Bergantiños.

## Parròquies
- Barizo (San Pedro)
- Buño (Santo Estevo)
- Cambre (San Martiño)
- Cerqueda (San Cristovo)
- Leiloio (Santa María)
- Malpica de Bergantiños (San Xulián)
- Mens (Santiago)
- Vilanova de Santiso (San Tirso)

## Història
Malpica apareix citada documentalment en el segle xiii, com a lloc pertanyent a la senyoria de l'arquebisbe de Santiago de Compostel·la. En el segle xv, Sancho de Ulloa, comte de Monterrei la incorpora als seus dominis. A principis del XVII l'activitat econòmica fonamental era la pesca de balenes, en col·laboració amb mariners cántabres i bascos.
Decaiguda la pesca de la balena, va anar fins a l'actualitat port de pesca litoral, durant molt temps per a les fàbriques de conserva i salament, avui desaparegudes d'aquesta comarca.